# Santo Tomé de Zabarcos
Santo Tomé de Zabarcos è un comune spagnolo di 106 abitanti situato nella comunità autonoma di Castiglia e León.